# Clint Howard
Clinton "Clint" Howard (Burbank, California; 20 de abril de 1959) es un actor de cine y televisión estadounidense. Ha aparecido en varias series de televisión y cine. Ha tenido varios papeles en películas dirigidas por su hermano, Ron Howard. También es el tío de Bryce Dallas Howard. Su cuñada, Cheryl Howard, también es actriz.

## Biografía
Es hijo de Rance Howard y Jean Speegle Howard, y el hermano menor de Ron Howard. Asistió a la Escuela Robert Louis Stevenson en Burbank, California.
Howard ha estado casado dos veces. Su primer matrimonio fue desde 1986 hasta 1987. Ha estado casado con Melanie Howard desde 1995.

## Carrera
En 1963, actuó en la serie El Fugitivo, en el capítulo Home is the Hunted, en el papel de Billy, sobrino del Dr. Richard Kimble (David Janssen), cuando su personaje regresa a Stanford a ver a su padre el Dr. John Kimble (Robert Keith).
En 1965, apareció en el capítulo Set Fire to a Straw Man en la serie El Fugitivo, en donde tenía el papel de Johnny, un niño de 6 años, el cual era la obsesión psicótica de Stella Savano, interpretada por  Diana Hyland. En 1966 representó al comandante de una nave extraterrestre llamado Balok en el episodio "La maniobra de la corbomita", de la serie Star Trek, con una distorsionada y etérea voz doblada por Walker Edmiston.
De 1967 a 1969 actuó como Marcos en 2 temporadas y 56 episodios de la serie de TV Gentle Ben, como hijo de un guardabosques en los Everglades de Florida, acompañado de Dennis Weaver (Tom Wedloe), Beth Brickell (Hellen, madre de Marcos) y el oso Ben.
Howard ha aparecido en 17 de las películas dirigidas por su hermano, Ron Howard, incluyendo la primera película dirigida por su hermano mayor cuando Clint tenía sólo diez años. Otros papeles en películas anteriores de Howard son: un asistente de morgue en Backdraft, en Parenthood, Cocoon y Apolo 13. En 2003, tuvo un papel en The Missing y en We Interrupt This Program, de la serie From the Earth to the Moon, en ¡Cómo El Grinch robó la Navidad!, en Far and Away, en EDtv y en Gung Ho. También apareció en The Dilemma en 2011 y en Asalto en Wall Street y Sparks (como Gordon Eldridge) en 2013.